# 乌马尔加
乌马尔加（Umarga），是印度马哈拉施特拉邦奥斯马纳巴德县的一个城镇。总人口30183（2001年）。

## 人口
该地2001年总人口30183人，其中男性15676人，女性14507人；0—6岁人口4420人，其中男2353人，女2067人；识字率66.84%，其中男性为75.12%，女性为57.90%。